# Dropbox
Dropbox (раніше відомий як HelloSign) — файлообмінник та синхронізатор файлів від компанії Dropbox Inc., що розташована у Сан-Франциско, США. Dropbox має кросплатформовий клієнт (Windows, Mac і Linux), за допомогою якого користувачі можуть завантажити файли на сервер Dropbox. Власні файли на Dropbox можна зробити доступними для інших користувачів чи для всіх охочих. Dropbox був створений як стартап у 2007 році студентами МІТ Дрю Г'юстоном та Ерешем Фердовзі, отримавши перше фінансування від бізнес-інкубатора Y Combinator.

## Можливості
Клієнт Dropbox синхронізує вказані користувачем файли на локальному комп'ютері з онлайновим сховищем. При цьому використовується так званий DeltaSync-метод, тобто на сервер передається не весь файл, а лише та частина, що змінилася. Це дозволяє суттєво зменшити інтернет-трафік.

## Вартість зберігання даних
- до 2 ГБ — безкоштовно;
- до 1000 ГБ — 9,99 долара/місяць;
- від 1000 ГБ — корпоративні рішення;

Додатково Dropbox пропонує реферальну програму — кожному запрошеному користувачеві та тому, хто запросив, додають ще по +500 МБ. Таким шляхом можна збільшити обсяг ще на +16 ГБ, запрошуючи інших до Dropbox. Крім того, Dropbox додає додатковий простір за виконання окремих акцій з тестування, коментарів у соціальних мережах та інше.

## Український інтерфейс
- У листопаді 2013 року з'явилась бета-версія українського інтерфейсу для вебверсії Dropbox. У десктопній/Linux/iOS/Android/Win8 Metro українська версія наразі вже теж доступна.

## Безпека та конфіденційність
В 2012 році, згідно повідомлення видання Motherboard, хакери зламали Dropbox Sign та отримали доступ до бази паролів і адрес електронної пошти користувачів. Всього хакери викрали дані 68 мільйонів користувачів Dropbox. У серпні 2016 року Dropbox повідомила, що користувачам, які не змінювали пароль з середини 2012 року, необхідно змінити його. У заяві компанії також зазначалося, що мова йде про просту обережність. Dropbox запевнив, що немає жодних свідчень несанкціонованого доступу до облікових записів користувачів.
24 квітня 2024 року хакери отримали несанкціонований доступ до внутрішньої інфраструктури Dropbox Sign. Як повідомляється в офіційному блозі компанії, в результаті зламу сервісу електронного підпису було скомпрометовано інформацію про користувачів сервісу, включаючи адреси електронної пошти, імена користувачів, номери телефонів, хешовані паролі, а також ключі API, токени доступу та дані для багатофакторної автентифікації. Дані користувачів (адреси електронної пошти та імена), які лише отримували або підписували документи через Dropbox Sign, але не реєстрували обліковий запис, також було розкрито. Платіжна інформація та вміст підписаних документів, за заявою компанії, скомпрометовані не були. У відповідь на інцидент команда безпеки Dropbox скинула паролі користувачів Dropbox Sign, відкликала маркери доступу та ініціювала ротацію криптографічних ключів, а постраждалим були розіслані інструкції щодо додаткового захисту даних.